# (4157) Izu
(4157) Izu (1988 XD2) – planetoida z pasa głównego asteroid okrążająca Słońce w ciągu 4,38 lat w średniej odległości 2,67 j.a. Odkryta 11 grudnia 1988 roku.